# Angaraag Mahanta
Angarag Mahanta, (n. 24 de noviembre de 1975 en Guwahati, Assam), conocido artísticamente como Papon, es un cantante, compositor y productor indio de Assam.
En su entrevista con la red delevisiva de "NDTV Good Times", Angarag admitió que le gustaría viajar por todo el mundo y actuar en varios festivales musicales. Al mismo tiempo, él también quiere conocer a diferentes músicos, estar expuestos a diferentes formas y colaborar con varios músicos con su talento para crear un estilo increíble y atractivo. Algunos de sus materias iniciales fue ampliamente considerado una novedad en el panorama musical de Assam. Una mezcla de música tradicional de la India oriental y arreglo musical electrónico occidental, reforzada por los efectos de sonidos atmosféricos. En la mayor parte de estos esfuerzos, colaboró con la "East India Company", de la que es miembro fundador.

## Biografía
Es hijo de la popular cantante Khagen Mahanta y de Archana Mahanta. Pasó la mayor parte de su infancia en Assam y fue introducido en la música al principio en su infancia. 

## Carrera
La formación inicial de su carrera artística de Papon, fue en su país India, incursionando en la música devocional (Borgeet) y el género folk clásico. Aprendió estilos de cantos principalmente, pero también toca el khol, la tabla, la guitarra y el armonio. Su música abarca géneros musicales como, el folk acústico y la nueva era de la música clásica de la India electrónica ambiental y se ha identificado teniendo rastros de notas mongoloides pentatónicas, con influencias de la música gazal. A pesar de que su lengua materna es el asamés, también ha cantado en otros idiomas como el hindi, punjabi, tamil, el marathi, Mishing y bengalí.

## Discografía
| Nombre | Nombre           | Lanzamiento | Idioma   | Notas                                                     |
| ------ | ---------------- | ----------- | -------- | --------------------------------------------------------- |
|        | Jonaki Rati      | 2005        | Assamese | First Solo Album                                          |
|        | Niyoror Gadhuli  | 2011        | Assamese | Co-Artists: Diganta Bharati, Dikshu, Chayanika            |
|        | Dhulir Akash     |             | Assamese | Co-Artists: Manjit                                        |
|        | Rongphul         |             | Assamese | Assamese Folk Song (লোক-সংগীত) Album                         |
|        | Chinaki Osinaki  | 2010        | Assamese | Second Solo Album                                         |
|        | Gomseng          | 2011        | Assamese | Bihu Song Album; Co-Artist: Rashmirekha Saikia            |
|        | Phagunor Gaan    | 2011        | Assamese | Holi Song Album                                           |
|        | Gaan             | 2011        | Assamese | Co-Artists: Zubeen Garg, Jublee Baruah                    |
|        | Hengul 2011-12   | 2011        | Assamese | Hengul Mobile Theater's Album (One Song)                  |
|        | Phulcheng        | 2011        | Assamese | Bihu Song Album; Co-Artist: Rashmirekha Saikia            |
|        | The Story So Far | 2012        | Hindi    | First Hindi Album, Winner of GIMA 2012 for Best Pop Album |
|        | Kirili           | 2014        | Assamese | Bihu Song Album                                           |

| Meaning of Colours | Assamese Album | Hindi Album | Mobile Theater Album |

## Como cantante de playvack
Listas de canciones de Bollywood, en la que Papon interpretó.
| Año  | Película                          | Idioma        | Canción (es)                  | Co-intérprete(s)                                                       | Director musical (es)                                     |
| ---- | --------------------------------- | ------------- | ----------------------------- | ---------------------------------------------------------------------- | --------------------------------------------------------- |
| 2015 | Hawaizaada                        | Hindi         | Turram Khan                   | Ayushmann Khurana, Monali Thakur                                       | Rochak Kohli,. Mangesh Dhadke, Ayushmann Khurana          |
| 2015 | Valiyavan                         | Tamil         | Hello Hello                   | Solo                                                                   | D. Imman                                                  |
| 2015 | Baby                              | Hindi         | Main Tujhse Pyaar Nahin Karta | Solo                                                                   | M. M. Kreem, Meet Bros Anjjan                             |
| 2014 | Lorai                             | Bengalí       | Jonaki                        | Solo                                                                   | Indraadip Das Gupta                                       |
| 2014 | Bhopal: A Prayer for Rain         | English/Hindi | Sun Zara                      | Solo                                                                   |                                                           |
| 2014 | Kokhon Tomar Asbe Telephone       | Bengalí       | Ek Dui Teen                   | Solo                                                                   | Dabbu, Dev Sen                                            |
| 2014 | Vitti Dandu                       | Marathi       | Pahuni Gha Re Saare           | Solo                                                                   | Santosh Mulekar                                           |
| 2014 | Happy Ending                      | Hindi         | Khamma Ghani                  | Smita, Vidhi                                                           | Sachin-Jigar                                              |
| 2014 | Mumbai Delhi Mumbai               | Hindi         | Thham Sa Gaya                 | Solo                                                                   | Sawan Dutta, Rohan Rohan                                  |
| 2014 | Buno Haansh                       | Bengalí       | Esheche Raat                  | Shreya Ghoshal                                                         | Shantanu Moitra                                           |
| 2014 | Bobby Jasoos                      | Hindi         | Tu, Tu (Reprise)              | Shreya Ghoshal                                                         | Shantanu Moitra                                           |
| 2014 | Parapaar                          | Bengalí       | Mukhomukhi                    | Solo                                                                   | Sourendra and Soumyojit                                   |
| 2014 | Manjunath                         | Hindi         | Gol                           | Solo                                                                   | Sonam "NITIN" Subir (Parikrama (band))                    |
| 2014 | Kya Dilli Kya Lahore              | Hindi         | Lakeerein hai toh rehne do    | Solo                                                                   | Sandesh Shandilya                                         |
| 2014 | Anuradha                          | Assamese      | Boi Jua                       | Solo                                                                   | Geet Priyam                                               |
| 2014 | Obhishopto Nighty                 | Bengalí       | Roddur                        | Antara Mitra                                                           | Indradeep Dasgupta                                        |
| 2014 | Rodor Sithi                       | Assamese      | Endhare, Protidine            | Solo                                                                   | Zubeen Garg                                               |
| 2014 | Lakshmi                           | Hindi         | Sun Ri Baavli                 | Solo                                                                   | Tapas Kelia                                               |
| 2013 | Satyagraha – Democracy Under Fire | Hindi         | Janta Rocks                   | Meet Bros Anjjan, Keerthi Sagathia, Shibani Kashyap, Shalmali Kholgade | Meet Bros Anjjan                                          |
| 2013 | Madras Cafe                       | Hindi         | Maula Sun Le Re, Khud Se      | Solo                                                                   | Shantanu Moitra, E.I.C.                                   |
| 2013 | Vanakkam Chennai                  | Tamil         | Hey Kaatril Yetho             | Maria Roe Vincent                                                      | Anirudh Ravichander                                       |
| 2013 | Chor Chor Super Chor              | Hindi         | Na Ishq Kariyo Jhalle         | Solo                                                                   | Mangesh Dhadke                                            |
| 2013 | Issaq                             | Hindi         | Enne Unne                     | Keerthi Sagathia, Mamta Sharma, Tarun Sagar                            | Sachin Jigar, Sachinn Gupta, Krsna                        |
| 2013 | Inkaar                            | Hindi         | Inkaar (Theme) Hindi Version  | Shahid Mallya                                                          | Shantanu Moitra                                           |
| 2013 | Special 26                        | Hindi         | Kaun Mera                     | Solo                                                                   | M. M. Kreem, Himesh Reshammiya                            |
| 2013 | Patang                            | Hindi         | Maaru Amdavad                 | Solo                                                                   |                                                           |
| 2012 | Barfi!                            | Hindi         | Kyon                          | Sunidhi Chauhan                                                        | Pritam                                                    |
| 2012 | Mumbai Cutting                    | Hindi         |                               | Solo                                                                   |                                                           |
| 2012 | Rowd                              | Assamese      | Pokhi Pokhi                   | Rupjyoti Devi                                                          | Jatin Sharma                                              |
| 2011 | Soundtrack                        | Hindi         | 1) Banao 2) Naina Laagey      | Solo                                                                   | Midival Punditz, Karsh Kale                               |
| 2011 | I Am Kalam                        | Hindi         | Zindagi Aisi Waisi            | Solo                                                                   | Abishek Ray, Madhuparna, Papon, Susmit Bose, Shivji Dholi |
| 2011 | Dum Maaro Dum                     | Hindi         | Jiyein Kyun                   | Solo                                                                   | Pritam                                                    |
| 2011 | System                            | Bangla        | Hente Chenashona Rastay       | Solo                                                                   |                                                           |
| 2011 | Raamdhenu                         | Assamese      | Ujai A Jaa Noi                | Solo                                                                   | Jatin Sharma                                              |
| 2006 | Strings - Bound By Faith          | Hindi         | Mantra - Om                   | Zubeen Garg, Souran Ray Chaudhuri                                      | Zubeen Garg                                               |
| 2004 | Let's Enjoy                       | Hindi         | Sajna Bawre Mere              | solo                                                                   | Midival Punditz, Papon                                    |